# Johnny Seven
Johnny Seven (* 23. Februar 1926 in Brooklyn als John Anthony Fetto; † 22. Januar 2010 in Kalifornien) war ein US-amerikanischer Schauspieler und Filmemacher.

## Leben
Als einziger Junge wuchs Seven als Sopranist unter seinen fünf Schwestern auf. Seine Begeisterung für Schauspielerei entdeckte er während seines Dienstes bei der amerikanischen Armee, als er bei mehreren USO-Shows auftrat.
1949 heiratete er Edith Piselli, mit der er die beiden Kinder John Jr. und Laura zeugte. Neben seiner Laufbahn im Filmgeschäft war Seven auch als Immobilienhändler tätig. Er starb im Januar 2010 mit 83 Jahren an den Folgen von Lungenkrebs.

## Karriere

### Schauspieler
Seven besetzte zunächst Rollen in der New Yorker Theatergemeinde und trat in zahlreichen Broadway-Theatern und Off-Broadway-Theatern auf. 1958 holte Universal Pictures ihn nach Hollywood, woraufhin er sich vermehrt auf Film- und Fernsehrollen konzentrierte. Bis Mitte der 1990er-Jahre stand Seven für rund 20 Filme und 70 verschiedene Fernsehserien vor der Kamera. Oftmals wurde er auf Nebenrollen als Krimineller und Gangster besetzt. In Billy Wilders Filmklassiker Das Appartement war er 1960 als ruppiger Schwager von Shirley MacLaines Hauptfigur zu sehen. Von 1969 bis 1975 hatte er eine wiederkehrende Nebenrolle als Lt. Carl Reese in der populären Krimiserie Der Chef inne.

### Hinter der Kamera
Ab 1958 versuchte er sich als Drehbuchautor und schrieb Manuskripte für das Fernsehen, Filme und Theater. Sein erstes Stück heißt Salvage. In den 1960er- und 1970er-Jahren arbeitete er auch selbst als Regisseur für mehrere Film- und Fernsehproduktionen, die eher im Low-Budget-Bereich angesiedelt waren. Er inszenierte 1964 den Western Navajo Run mit sich selbst in der Hauptrolle.

## Filmografie (Auswahl)
- 1954: Die Faust im Nacken (On the Waterfront)
- 1958: Polizistenhasser (Cop Hater)
- 1958–1963: Gnadenlose Stadt (Naked City; Fernsehserie, 6 Folgen)
- 1959–1962: Kein Fall für FBI (The Detectives; Fernsehserie, 4 Folgen)
- 1959: So etwas von Frau! (That Kind of Woman)
- 1960: Das Appartement (The Apartment)
- 1960: Er kam, sah und siegte (Guns of the Timberland)
- 1964: Navajo Run (auch Regie)
- 1965: Die größte Geschichte aller Zeiten (The Greatest Story Ever Told)
- 1966: Was hast du denn im Krieg gemacht, Pappi? (What Did You Do in the War, Daddy?)
- 1966: Batman (Fernsehserie, 2 Folgen)
- 1967: Der Sheriff schießt zurück (Gunfight in Abilene)
- 1969: Sexualprotz wider Willen (The Love God?)
- 1968–1975: Der Chef (Ironside; Fernsehserie, 30 Folgen)
- 1977: Detektiv Rockford – Anruf genügt (The Rockford Files; Fernsehserie, Folge A Deadly Maze)
- 1977: Mord aus heiterem Himmel (Murder at the World Series; Fernsehfilm)
- 1978–1982: CHiPs (Fernsehserie, 3 Folgen)
- 1985: Mord ist ihr Hobby (Murder, She Wrote; Fernsehserie, Folge Broadway Malady)
- 1995: Die Liebe muß verrückt sein (Can’t Hurry Love; Fernsehserie, Folge Three Blind Dates)